# Lodi (New Jersey)
Lodi ist eine Stadt im Bergen County, New Jersey, USA. Das U.S. Census Bureau hat bei der Volkszählung 2020 eine Einwohnerzahl von 26.206 ermittelt.

## Geographie
Die geographischen Koordinaten der Stadt sind 40°52'41" nördliche Breite und 74°4'58" westliche Länge.
Nach dem United States Census Bureau hat die Stadt eine Gesamtfläche von 5,9 km², wovon 0,44 % Wasser ist.

## Demographie
Nach der Volkszählung von 2000 gibt es 23.971 Menschen, 9.528 Haushalte und 6.097 Familien in der Stadt. Die Bevölkerungsdichte beträgt 4.095,2 Einwohner pro km². 78,16 % der Bevölkerung sind Weiße, 3,55 % Afroamerikaner, 0,17 % amerikanische Ureinwohner, 8,86 % Asiaten, 0,03 % pazifische Insulaner, 6,25 % anderer Herkunft und 2,97 % Mischlinge. 17,98 % sind Latinos unterschiedlicher Abstammung.
Von den 9.528 Haushalten haben 28,9 % Kinder unter 18 Jahre. 45,6 % davon sind verheiratete, zusammenlebende Paare, 13,4 % sind alleinerziehende Mütter, 36,0 % sind keine Familien, 30,1 % bestehen aus Singlehaushalten und in 10,9 % Menschen sind älter als 65. Die Durchschnittshaushaltsgröße beträgt 2,50, die Durchschnittsfamiliengröße 3,16.
21,3 % der Bevölkerung sind unter 18 Jahre alt, 8,2 % zwischen 18 und 24, 34,5 % zwischen 25 und 44, 21,2 % zwischen 45 und 64, 14,9 % älter als 65. Das Durchschnittsalter beträgt 36 Jahre. Das Verhältnis Frauen zu Männer beträgt 100:90,4, für Menschen älter als 18 Jahre beträgt das Verhältnis 100:87,0.
Das jährliche Durchschnittseinkommen der Haushalte beträgt 43.421 USD, das Durchschnittseinkommen der Familien 51.959 USD. Männer haben ein Durchschnittseinkommen von 38.781 USD, Frauen 31.253 USD. Der Prokopfeinkommen der Stadt beträgt 21.667 USD. 8,0 % der Bevölkerung und 5,3 % der Familien leben unterhalb der Armutsgrenze, davon sind 9,9 % Kinder oder Jugendliche jünger als 18 Jahre und 9,8 % der Menschen sind älter als 65.

## Söhne und Töchter der Stadt
- Glenn Danzig (* 1955), Rockmusiker
- Jerry Only (* 1959), Rockmusiker
- Doyle Wolfgang von Frankenstein (* 1964), Rockmusiker
- Eishner Jigsmac Sibug (* 1999), Philippinischer Eishockeyspieler